# Error aleatorio
En ingeniería y física, el error aleatorio o accidental es aquel error inevitable que se produce por eventos únicos imposibles de controlar durante el proceso de medición. Se contrapone al concepto de error sistemático.
En un estudio de investigación, el error aleatorio o accidental viene determinado por el hecho de tomar solo una muestra de una población para realizar inferencias. Puede disminuirse aumentando el número y tamaño de la muestra. Cuantificación:
1. Prueba de hipótesis
2. intervalo de confianza

Las fuentes de los errores aleatorios son difíciles de identificar o sus efectos no pueden corregirse del todo. Son numerosos y pequeños pero su acumulación hace que las medidas fluctúen alrededor de una media.
- Datos: Q5399648